# Wolfert VI van Borselen
Wolfert VI van Borselen (ca. 1433 - Sint-Omaars, 29 april 1486) (Wolfheart of Wolfhard), was stadhouder van Holland, Friesland en Zeeland en admiraal van de Nederlanden buiten Vlaanderen. Ook was hij heer van Veere, Vlissingen, Westkapelle en Domburg

## Huwelijken en kinderen
Door de goede relaties van zijn vader Hendrik II van Borselen kon Wolfert in 1444 in het huwelijk treden met Maria Stuart, dochter van koning Jacobus I van Schotland. Door zijn huwelijk met Maria Stuart werd hij tevens graaf van Bouchane (earl of Buchan, comte de Grandpré). Uit het huwelijk zijn twee zonen bekend. Op 20 maart 1465 stierf Maria en zij werd begraven in de Grote Kerk te Veere. Op 17 juni 1468 hertrouwde Wolfert met Charlotte van Bourbon-Montpensier (1445–Zandenburg, 18 maart 1478). Uit het huwelijk zijn drie dochters bekend: Margareta van Borselen, Maria van Borselen en Anna van Borselen (ca. 1471 – 8 december 1518).

## Levensloop
In 1466 volgde hij Jan van Luxemburg op als general admiral de la mer d'Artois, Boulonnais, Hollande, Zélande et Frise, admiraal van de Nederlanden buiten Vlaanderen.
In 1477 kwam Karel de Stoute om tijdens de Slag bij Nancy. Zijn dochter Maria van Bourgondië stond onder druk, omdat Lodewijk XI van Frankrijk van de situatie gebruik maakte om het hertogdom Bourgondië in te lijven terwijl Gelre en het prinsbisdom Luik zich onafhankelijk verklaarden. De overige gewesten waren slechts bereid haar te steunen als zij rechten terugkregen die zij onder haar vader kwijt waren geraakt. Dit werd geregeld in het Groot Privilege. Omdat een bepaling hieruit was dat slechts autochtonen functies in het bestuur mochten vervullen, moest zijn zwager, de Vlaming Lodewijk van Gruuthuse aftreden als stadhouder van Holland en Zeeland. Wolfert leek een geschikte kandidaat, omdat hij zich buiten de Hoekse en Kabeljauwse twisten had gehouden en volgde hem op. In 1478 werd hij ridder van de Orde van het Gulden Vlies.
Wolferts vader Hendrik had in 1453 de steden Vlissingen, Westkapelle en Domburg op Walcheren voor 17 jaar als pand gekregen van destijds graaf Filips de Goede. Er werd echter door Filips opvolger Karel de Stoute geen gebruik gemaakt van zijn recht om de drie steden terug te kopen. In 1477 zag Karels dochter Maria helemaal af van haar recht op de steden en beleende Wolfert met Vlissingen, Westkapelle en Domburg als onversterflijk erfleen.
In 1479 braken er echter opnieuw onlusten uit en raakte Wolfert er bij betrokken. Hij koos daarbij zelfs partij voor de Hoeken. Zijn goede relaties met de Franse koning braken hem op toen er geruchten de ronde deden dat hij met de Fransen samenspande. Maximiliaan van Habsburg kwam in eigen persoon naar het noorden om Wolfert te vervangen door de Henegouwer Joost van Lalaing.
Desondanks behield hij diverse andere functies, maar hij sloot zich uiteindelijk aan bij de Vlaamse Opstand tegen Maximiliaan. Deze hoorde over de grote macht van Wolfert op Walcheren en besloot Jan van Kruiningen naar Veere te sturen. Deze bezette de stad en verving alle door Wolfert benoemde burgemeesters, schepenen en andere functionarissen. Maximiliaan kwam daarna zelf naar Veere om zich te laten huldigen als nieuwe heer van Veere.

## Voorouders
| Voorouders van Wolfert VI van Borselen | Voorouders van Wolfert VI van Borselen                                            | Voorouders van Wolfert VI van Borselen                                            | Voorouders van Wolfert VI van Borselen                                            | Voorouders van Wolfert VI van Borselen                                            | Voorouders van Wolfert VI van Borselen                                 | Voorouders van Wolfert VI van Borselen                                 | Voorouders van Wolfert VI van Borselen                                 | Voorouders van Wolfert VI van Borselen                                 |
| -------------------------------------- | --------------------------------------------------------------------------------- | --------------------------------------------------------------------------------- | --------------------------------------------------------------------------------- | --------------------------------------------------------------------------------- | ---------------------------------------------------------------------- | ---------------------------------------------------------------------- | ---------------------------------------------------------------------- | ---------------------------------------------------------------------- |
| Overgrootouders                        | Hendrik I van Borselen (1336-1401) ∞ 1383 Maria van Vianen (1362-?)               | Hendrik I van Borselen (1336-1401) ∞ 1383 Maria van Vianen (1362-?)               | Claes van Borselen (1350-1412) ∞ Maria van Arnemuiden (1365-1402)                 | Claes van Borselen (1350-1412) ∞ Maria van Arnemuiden (1365-1402)                 | Ronald van Halewijn (1310-1337) ∞ Margaretha van der Aa (1320-)        | Ronald van Halewijn (1310-1337) ∞ Margaretha van der Aa (1320-)        | Willem van Comines (1345-) ∞ Johanna van Hangouart (1350-1384)         | Willem van Comines (1345-) ∞ Johanna van Hangouart (1350-1384)         |
| Grootouders                            | Wolfert V van Borselen (1385-1409) ∞ Hadewich van Borselen- van Brigdamme (1440-) | Wolfert V van Borselen (1385-1409) ∞ Hadewich van Borselen- van Brigdamme (1440-) | Wolfert V van Borselen (1385-1409) ∞ Hadewich van Borselen- van Brigdamme (1440-) | Wolfert V van Borselen (1385-1409) ∞ Hadewich van Borselen- van Brigdamme (1440-) | Olivier van Halewijn (-) ∞ Margaretha van Comines (1380-1445)          | Olivier van Halewijn (-) ∞ Margaretha van Comines (1380-1445)          | Olivier van Halewijn (-) ∞ Margaretha van Comines (1380-1445)          | Olivier van Halewijn (-) ∞ Margaretha van Comines (1380-1445)          |
| Ouders                                 | Hendrik II van Borselen (1404-1474) ∞ Johanna van Halewijn (1410-1467)            | Hendrik II van Borselen (1404-1474) ∞ Johanna van Halewijn (1410-1467)            | Hendrik II van Borselen (1404-1474) ∞ Johanna van Halewijn (1410-1467)            | Hendrik II van Borselen (1404-1474) ∞ Johanna van Halewijn (1410-1467)            | Hendrik II van Borselen (1404-1474) ∞ Johanna van Halewijn (1410-1467) | Hendrik II van Borselen (1404-1474) ∞ Johanna van Halewijn (1410-1467) | Hendrik II van Borselen (1404-1474) ∞ Johanna van Halewijn (1410-1467) | Hendrik II van Borselen (1404-1474) ∞ Johanna van Halewijn (1410-1467) |
| Wolfert VI van Borselen (1433-1486)    |                                                                                   |                                                                                   |                                                                                   |                                                                                   |                                                                        |                                                                        |                                                                        |                                                                        |